# San Martiniano
San Martiniano är en ort i Mexiko.   Den ligger i kommunen Lázaro Cárdenas och delstaten Quintana Roo, i den östra delen av landet, 1 200 km öster om huvudstaden Mexico City. San Martiniano ligger 13 meter över havet och antalet invånare är 206.
Terrängen runt San Martiniano är mycket platt. Runt San Martiniano är det mycket glesbefolkat, med 4 invånare per kvadratkilometer. Närmaste större samhälle är Leona Vicario, 19,6 km norr om San Martiniano. I omgivningarna runt San Martiniano växer i huvudsak städsegrön lövskog.